# Somniosus pacificus
Somniosus pacificus е вид хрущялна риба от семейство Somniosidae.

## Разпространение
Видът е разпространен в Мексико (Долна Калифорния), Провинции в КНР, Русия (Магадан и Сахалин), САЩ (Калифорния), Тайван и Япония.